# Vít Jedlička
Vít Jedlička (* 6. září 1983 Hradec Králové) je český politik, publicista a aktivista, od března 2009 do března 2016 předseda krajského sdružení Strany svobodných občanů v Královéhradeckém kraji, od roku 2010 předsedou občanského sdružení Reformy.cz a Zlatainiciativa.cz. Dne 13. 4. 2015 založil Svobodnou republiku Liberland a byl jmenován prvním prezidentem.

## Život
V roce 2007 absolvoval na VŠE Praha obor mezinárodní obchod, mezi roky 2010 a 2013 studoval politologii na CEVRO Institutu.
Pracuje od roku 2000. Nejprve pracoval v oborech marketingu a managementu, poté se věnoval také vývoji software. V letech 2003 až 2007 byl jednatelem občanského sdružení Hkfree a v letech 2011 a 2012 byl obchodním manažerem v pražské softwarové firmě. V roce 2013 a 2014 byl analytikem finančních trhů.

## Politické působení
Od roku 2001 byl členem ODS. Členem Strany svobodných občanů je od roku 2009. Od prvního krajského sněmu v Královéhradeckém kraji do března 2016 byl krajským předsedou a z titulu této funkce také členem Republikového výboru strany.
Kandidoval:
- ve volbách do Poslanecké sněmovny PČR v roce 2010 za Svobodné jako lídr v Královéhradeckém kraji,[2]
- ve volbách do Poslanecké sněmovny PČR v roce 2013 za Svobodné jako lídr v Královéhradeckém kraji.[3]

Dne 13. dubna 2015 se prohlásil prezidentem právě vyhlášené Svobodné republiky Liberland.
Ve volbách do Evropského parlamentu v květnu 2019 kandidoval jako nestraník za Svobodné na pozici lídra kandidátky uskupení "Svobodní, Liberland a Radostné Česko - ODEJDEME BEZ PLACENÍ", ale nebyl zvolen.

## Postoje
Považuje se za libertariána a hlásí se k liberálním hodnotám občanských svobod a co nejmenšího zasahování státu.
Je kritikem Bushovy i Obamovy administrativy ve Spojených státech amerických, války proti terorismu, jeho názory jsou blízké americkému republikánovi Ronu Paulovi.
Je euroskeptikem. Poukazuje na diametrální rozdílnost svobodného trhu na jedné straně a jednotného trhu na straně druhé, na demokratický deficit EU i neustálé porušování vlastních pravidel ze strany institucí EU a jednotlivých členských států. Evropský stabilizační mechanismus dokonce nazval europrotektorátem.

## Ocenění
Vít Jedlička byl v prosinci 2023 oceněn Gusi Peace Price, která je dle některých zdrojů "asijským protějškem Nobelovy ceny míru".

## Citáty
| „ | Se státními investicemi je to podobné jako s povodněmi. Zvyšují sice zaměstnanost a HDP, ale kdo má potom uklízet tu zkázu. | “ |

| „ | Mezi státními dotacemi, krádeží a korupcí je hlavní rozdíl v tom, že to první je legální. | “ |

| „ | Socialismus je falešná víra, že stát rozhodne o vašich penězích lépe než vy sami. | “ |

| „ | S trochou nadsázky mohu říci, že jediný, komu úřady práce seženou práci, jsou další úředníci na úřadu práce. | “ |

| „ | Celé roky mi pořád někdo vykládá: vy libertariáni, vy anarchokapitalisti, založte si vlastní stát, jestli chcete něco takového realizovat. Takže jsme si ho založili. | “ |